# Shū Aūdany
Shū Aūdany är ett distrikt i Kazakstan. Det ligger i oblystet Zjambyl, i den sydöstra delen av landet, 900 km söder om huvudstaden Astana.